# Riserva naturale Rio Bianco
La riserva naturale Rio Bianco è un'area naturale protetta della Regione Friuli-Venezia Giulia istituita con i decreti ministeriali 2 dicembre 1975 e 20 dicembre 1977.
Occupa una superficie di 378 ettari ricadente nel territorio della Provincia di Udine.